# 費孝通
費 孝通（ひ こうつう、1910年11月2日 - 2005年4月24日）は、中国の社会学者、人類学者、民族学者。中国における社会学と人類学の基礎を築いた。第七、八回全国人民代表大会常務委員会副委員長、中国人民政治協商会議第六回全国委員会副主席などを歴任した。

## 略歴
- 1910年 - 蘇州呉江にて出生。
- 1933年 - 燕京大学卒業（社会学学士）
- 1935年 - 清華大学研究生院修了（社会学人類学系）
- 1936年 - 英国ロンドン・スクール・オブ・エコノミクス(LSE)で社会人類学を学ぶ。人類学者のブロニスワフ・マリノフスキに師事。
- 1938年 - 英国ロンドン大学にて博士号を取得。博士論文の題名は『江村経済』。また『中国農民の生活』を訳出。
- 1938年 - 中国へ帰国、雲南大学社会学系にて教鞭を執る。雲南大学と燕京大学の共同社会学研究室を総括する。
- 1940年 - 雲南大学社会学教授に就任。
- 1945年 - 中国民主同盟に参加、愛国運動に身を投じる。
- 1945年 - 西南聯合大学教授を経て、清華大学教授、副教務長に就任。
- 1951年 - 中央民族訪問団中南訪問団代理団長兼広西分団団長（副団長黄現璠、陳岸等）に選出。
- 1952年 - 中央民族学院副院長、中国科学院哲学社会科学学部委員に就任。
- 1957年 - 中央民族学院人類学教授に就任。
- 1978年 - 中国社会科学院民族研究所副所長に就任。
- 1979年 - 中国社会学学会会長に就任。
- 1980年 - 中国社会科学院社会学研究所所長に就任。
- 1980年 - 米国デンバーで国際応用人類学会マリノフスキー賞を受賞、同会会員に列せられる。
- 1981年 - ロンドンにて英国王立人類学学会トーマス・ハックスリー記念賞を受賞。
- 1982年 - 北京大学社会学系教授に就任。中国社会科学院社会学所名誉所長に就任。ロンドン大学経済政治学院より栄誉院士の称号を授与。
- 1985年 - 北京大学社会学研究所所長に就任。
- 1988年 - ニューヨークにて大英百科全書賞を受賞。
- 1993年 - 福岡アジア文化賞を受賞。
- 1994年 - マグサイサイ賞を受賞。
- 2005年 - 北京にて逝去。享年95。

## 著書
著書は多数あり、特に『郷土中国』と『江村経済』は、中国経済社会及び文化を研究する上で必読の書である。他の主要な著作は『費孝通文集』に収録。
- 『Peasant Life in China』（1939年、訳題江村経済）
- 『禄村農田』（1943年）
- 『Earthbound China』 1945年）
- 『中国紳士』（1945年）
- 『内地農村』（1946年）
- 『生育制度』（1947年）
- 『郷土中国』（1948年）
- 『郷土重建』（1948年）
- 『Toward a Peoples Anthropology』（1981年）
- 『Chinese Village Close-up』（1983年）
- 『従事社会学五十年』（1983年）
- 『小城鎮四記』（1985年）
- 『費孝通社会学論文集』（1985年）
- 『費孝通社会学文集』（1985年）
- 『Small Towns in China』（1986年）
- 『記小城鎮及其他』（1986年）
- 『辺区開発与社会調査』（1987年）
- 『費孝通民族研究文集』（1988年）
- 『行行重行行』（1989年）
- 『費孝通文集』（1999年）

日本語訳は以下
- 『生育制度　中国の家族と社会』横山広子訳、東京大学出版会、1985年
- 『中国農村の細密画　ある村の記録』小島晋治ほか訳、研文出版・研文選書、1985年
- 『江南農村の工業化　“小城鎮”建設の記録』大里浩秋・並木頼寿訳、研文出版・研文選書、1988年
- 『郷土中国』西澤治彦訳、風響社あじあブックス、2019年
- 『郷土中国・郷土再建』諸葛蔚東訳、東京大学出版会、2021年
- 『費孝通学術論集　述懐と再考』梁海燕・蒋青・陳雪・張哲訳、京都大学学術出版会、2021年
- 『支那の農民生活 : 揚子江流域に於ける田園生活の実態調査』仙波泰雄, 塩谷安夫 訳　生活社 昭14　（『Peasant Life in China』の全訳　このほかに『支那の農民生活』市木亮 訳 教材社 1939）

## 中華民族多元一体構造
1988年、「中華民族多元一体構造（中华民族多元一体格局）」を発表した。これは、中国に住む諸民族は、数千年の歴史を経て形成された一体性を有するとしており、現在の中国の民族政策の基本路線を成すとされる。